# Stefano Sposetti
Stefano Sposetti, né le 22 décembre 1958, à Milan, en Italie, est un astronome amateur suisse.

## Biographie
D'après le Centre des planètes mineures, Stefano Sposetti a découvert 167 astéroïdes entre 1998 et 2010. Il vit à Gnosca, dans le canton du Tessin, en Suisse, où il a installé son observatoire privé,.
L'astéroïde (22354) Sposetti porte son nom.

## Astéroïdes découverts
| (12931) Mario          | 7 octobre 1999    |
| (12932) Conedera       | 10 octobre 1999   |
| (15077) Edyalge        | 2 février 1999    |
| (16110) Paganetti      | 28 novembre 1999  |
| (17190) Retopezzoli    | 28 novembre 1999  |
| (18872) Tammann        | 8 novembre 1999   |
| (18874) Raoulbehrend   | 8 novembre 1999   |
| (20624) Dariozanetti   | 9 octobre 1999    |
| (21650) Tilgner        | 17 juillet 1999   |
| (22769) Aurelianora    | 19 janvier 1999   |
| (22898) Falce          | 10 octobre 1999   |
| (29753) Silvo          | 10 février 1999   |
| (31555) Wheeler        | 7 mars 1999       |
| (33433) Maurilia       | 14 mars 1999      |
| (41979) Lelumacri      | 22 décembre 2000  |
| (45027) Cosquer        | 28 novembre 1999  |
| (45261) Decoen         | 2 janvier 2000    |
| (45305) Paulscherrer   | 4 janvier 2000    |
| (47164) Ticino         | 10 octobre 1999   |
| (47494) Gerhardangl    | 4 janvier 2000    |
| (50033) Perelman       | 3 janvier 2000    |
| (53252) Sardegna       | 13 mars 1999      |
| (53468) Varros         | 2 janvier 2000    |
| (54522) Menaechmus     | 23 août 2000      |
| (56100) Luisapolli     | 24 janvier 1999   |
| (59239) Alhazen        | 7 février 1999    |
| (61195) Martinoli      | 28 juillet 2000   |
| (61384) Arturoromer    | 22 août 2000      |
| (61386) Namikoshi      | 24 août 2000      |
| (61401) Schiff         | 25 août 2000      |
| (61402) Franciseveritt | 25 août 2000      |
| (62071) Voegtli        | 8 septembre 2000  |
| (63129) Courtemanche   | 30 novembre 2000  |
| (66939) Franscini      | 28 novembre 1999  |
| (67085) Oppenheimer    | 4 janvier 2000    |
| (67235) Fairbank       | 5 mars 2000       |
| (70179) Beppechiara    | 21 août 1999      |
| (70446) Pugh           | 10 octobre 1999   |
| (70737) Stenflo        | 8 novembre 1999   |
| (70942) Vandanashiva   | 28 novembre 1999  |
| (72042) Dequeiroz      | 17 décembre 2000  |
| (72632) Coralina       | 23 mars 2001      |
| (75063) Koestler       | 1er novembre 1999 |
| (75569) IRSOL          | 2 janvier 2000    |
| (80135) Zanzanini      | 7 octobre 1999    |
| (88146) Castello       | 30 novembre 2000  |
| (91428) Cortesi        | 20 août 1999      |
| (91429) Michelebianda  | 30 août 1999      |
| (91898) Margnetti      | 8 novembre 1999   |
| (92525) Delucchi       | 28 juillet 2000   |
| (92585) Fumagalli      | 7 août 2000       |
| (96876) Andreamanna    | 7 octobre 1999    |
| (97069) Stek           | 12 novembre 1999  |
| (97186) Tore           | 28 novembre 1999  |
| (215868) Rohrer        | 12 mars 2005      |
| (332326) Aresi         | 27 décembre 2006  |